# Антилоп Вали-Крествју (Вајоминг)
Антилоп Вали-Крествју (енгл. Antelope Valley-Crestview) насељено је место без административног статуса у америчкој савезној држави Вајоминг.

## Демографија
По попису из 2010. године број становника је 1.658, што је 16 (1,0%) становника више него 2000. године.
| Група             | 2000.         | 2010.         |
| Белци             | 1.556 (94,8%) | 1.489 (89,8%) |
| Афроамериканци    | 1 (0,1%)      | 15 (0,9%)     |
| Азијати           | 3 (0,2%)      | 12 (0,7%)     |
| Хиспаноамериканци | 49 (3,0%)     | 108 (6,5%)    |
| Укупно            | 1.642         | 1.658         |